# Plouasne
Plouasne é uma comuna francesa na região administrativa da Bretanha, no departamento Côtes-d'Armor. Estende-se por uma área de 33,49 km². Em 2010 a comuna tinha 1 745 habitantes (densidade: 52,1 hab./km²).